# Schmuckzypressen
Die Schmuckzypressen (Callitris) sind eine Pflanzengattung innerhalb der Familie der Zypressengewächse (Cupressaceae). Die etwa 16 Arten sind in ganz Australien und in Neukaledonien verbreitet.

## Beschreibung

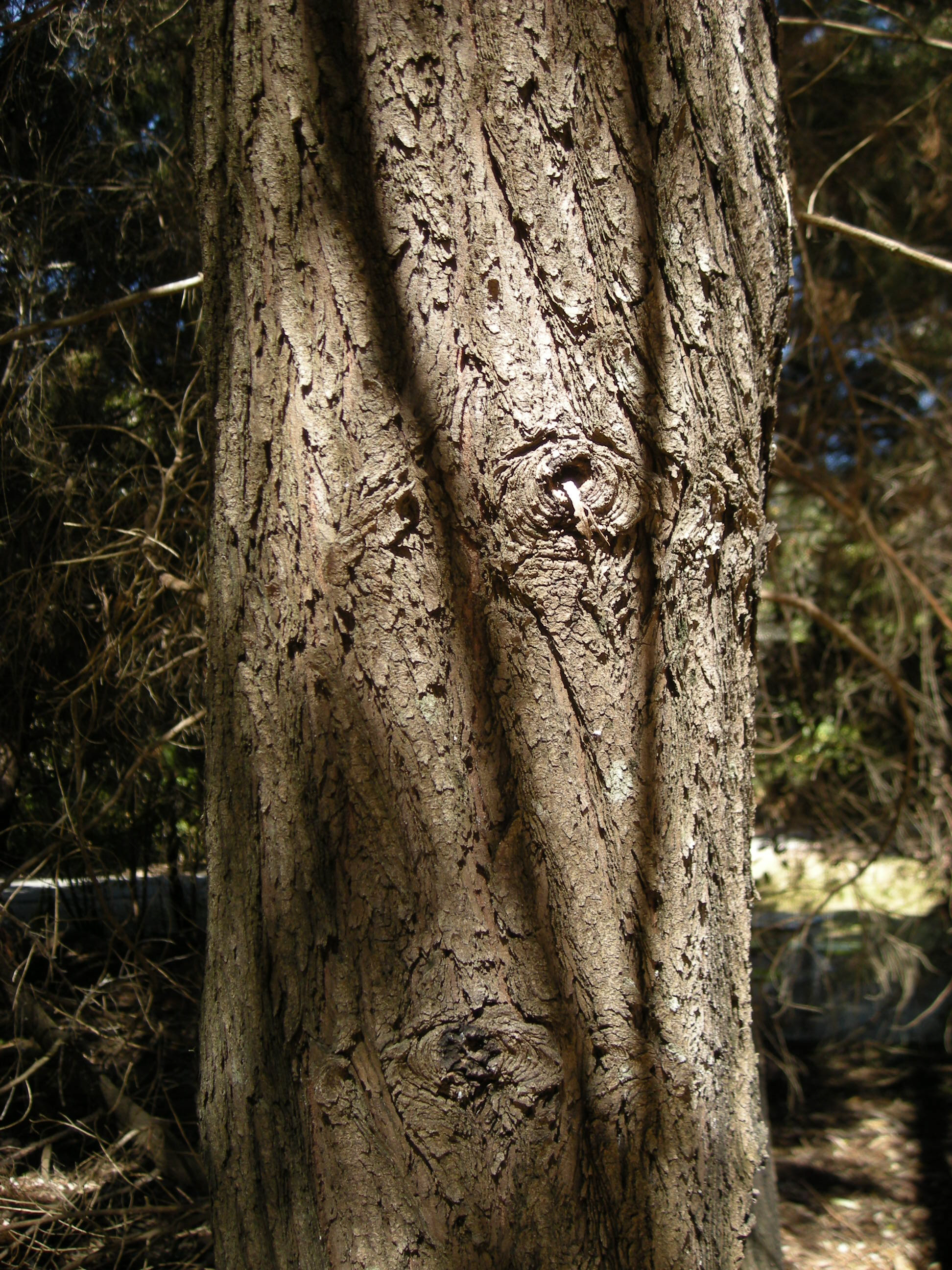
Borke von Callitris columellaris

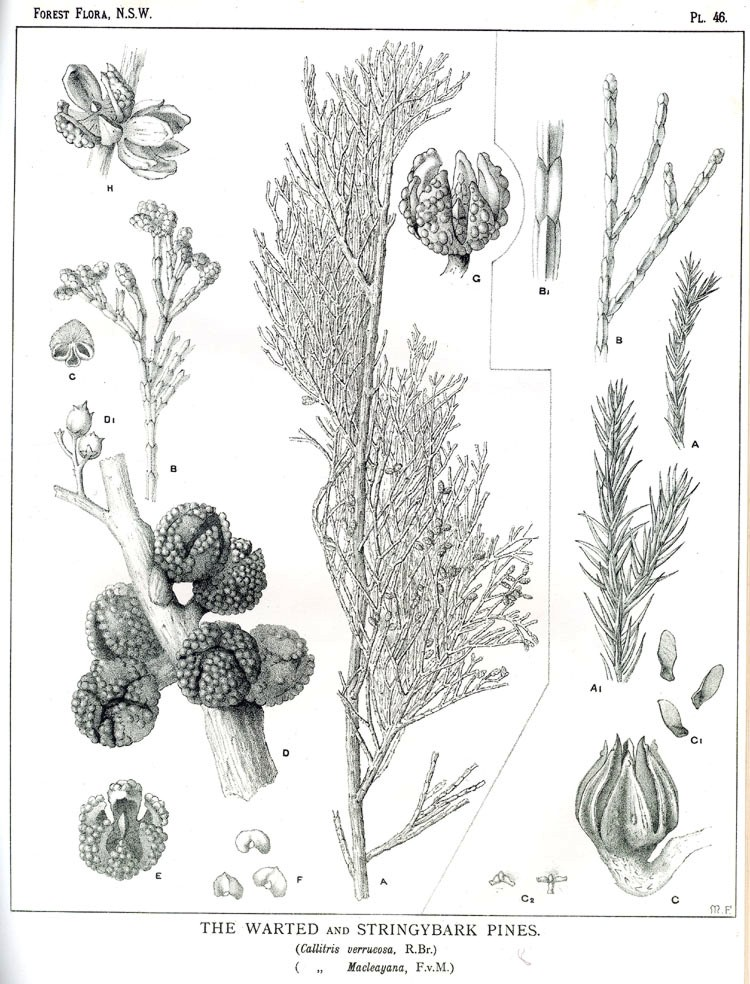
Illustration aus Forest Flora NSW, Tafel 46 von drei Callitris-Arten

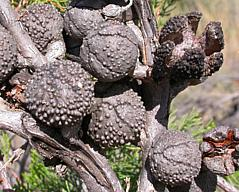
Reife Zapfen der Buschförmigen Schmuckzypresse (Callitris verrucosa)

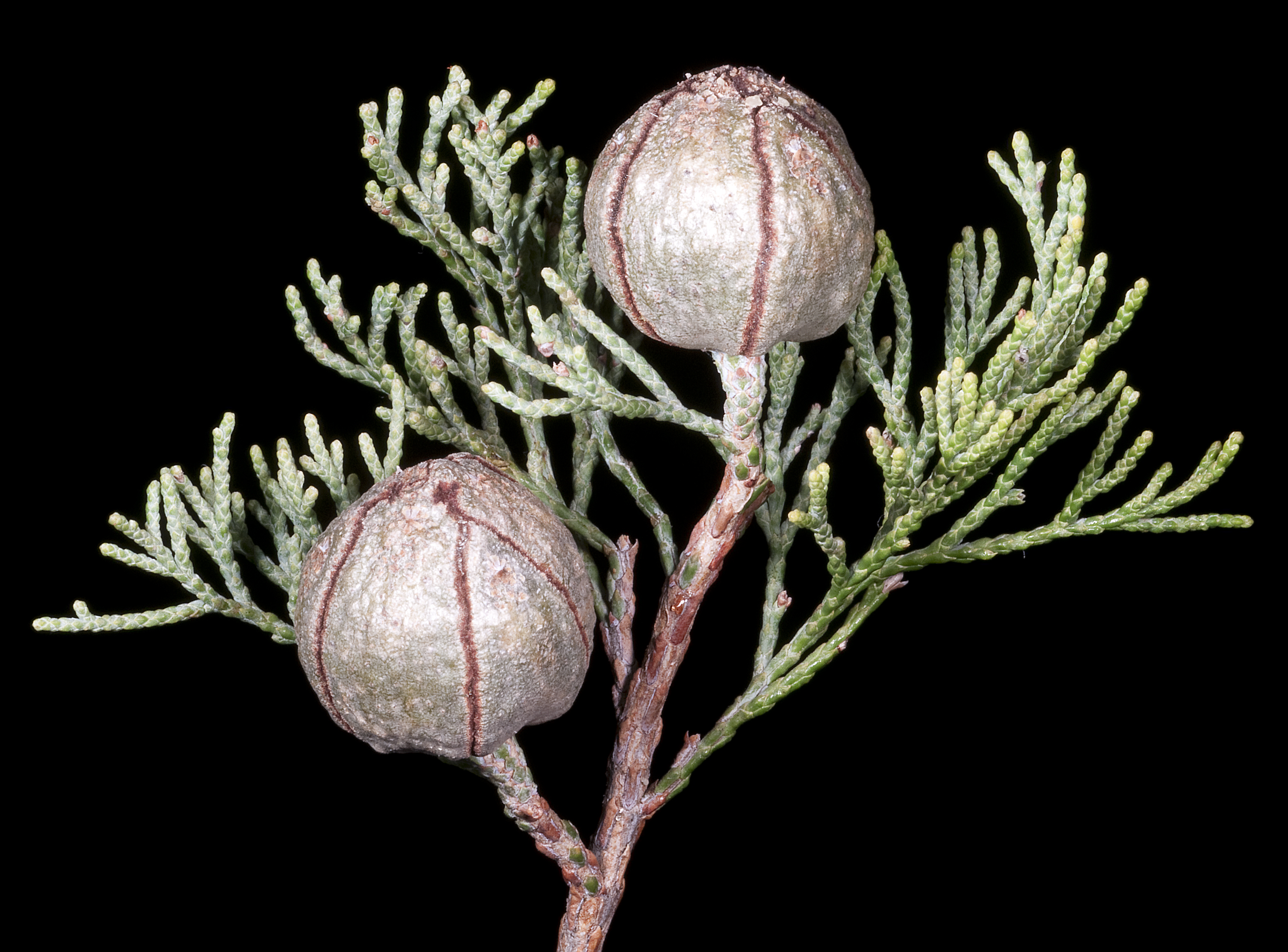
Sektion Callitris: Callitris canescens mit Zapfen

### Vegetative Merkmale
Schmuckzypressen-Arten sind immergrüne Bäume oder Sträucher. Das höchste bekannte Exemplar in dieser Gattung ist ein Callitris macleayana mit Wuchshöhen von 50 Metern und Stammdurchmessern von etwa 15 Metern. Die Rinde verbleibt lange am Baum, sie ist hart und kompakt.
Die Blätter sind schuppenförmig.

### Generative Merkmale
Schmuckzypressen-Arten sind einhäusig getrenntgeschlechtig (monözisch). Weibliche und männliche Zapfen befinden sich auf unterschiedlichen Zweigen.
Die männlichen Zapfen befinden sich, zu zwei bis mehreren zusammen, an den Enden der Zweige und sind eiförmig bis zylindrisch. Die holzigen weiblichen Zapfen sind kugelförmig bis oval, weisen einen Durchmesser von 10 bis 30 Millimeter auf und bestehen aus meist sechs, selten bis zu acht Zapfenschuppen. Pro fertiler Zapfenschuppe entwickeln sich ein bis acht geflügelte Samen, mit einem bis drei Flügeln.

## Standorte
Callitris-Arten gedeihen in semiariden Habitaten. Sie wachsen häufig vergesellschaftet mit Eukalyptus-Arten und profitieren ähnlich wie diese davon, wenn Buschbrände die umgebende Vegetation vernichtet haben.

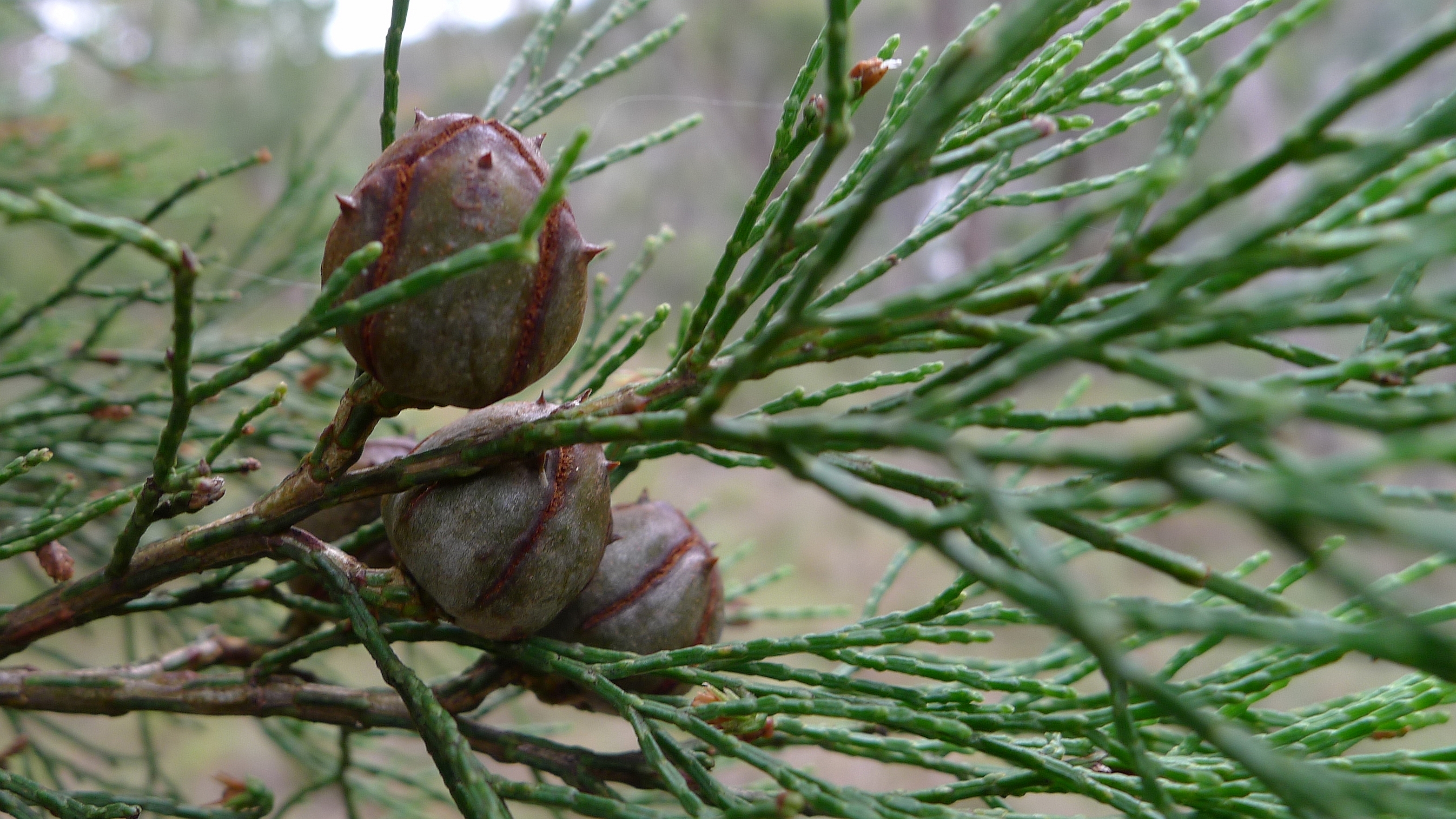
Sektion Callitris: Rote Schmuckzypresse (Callitris endlicheri) mit Zapfen

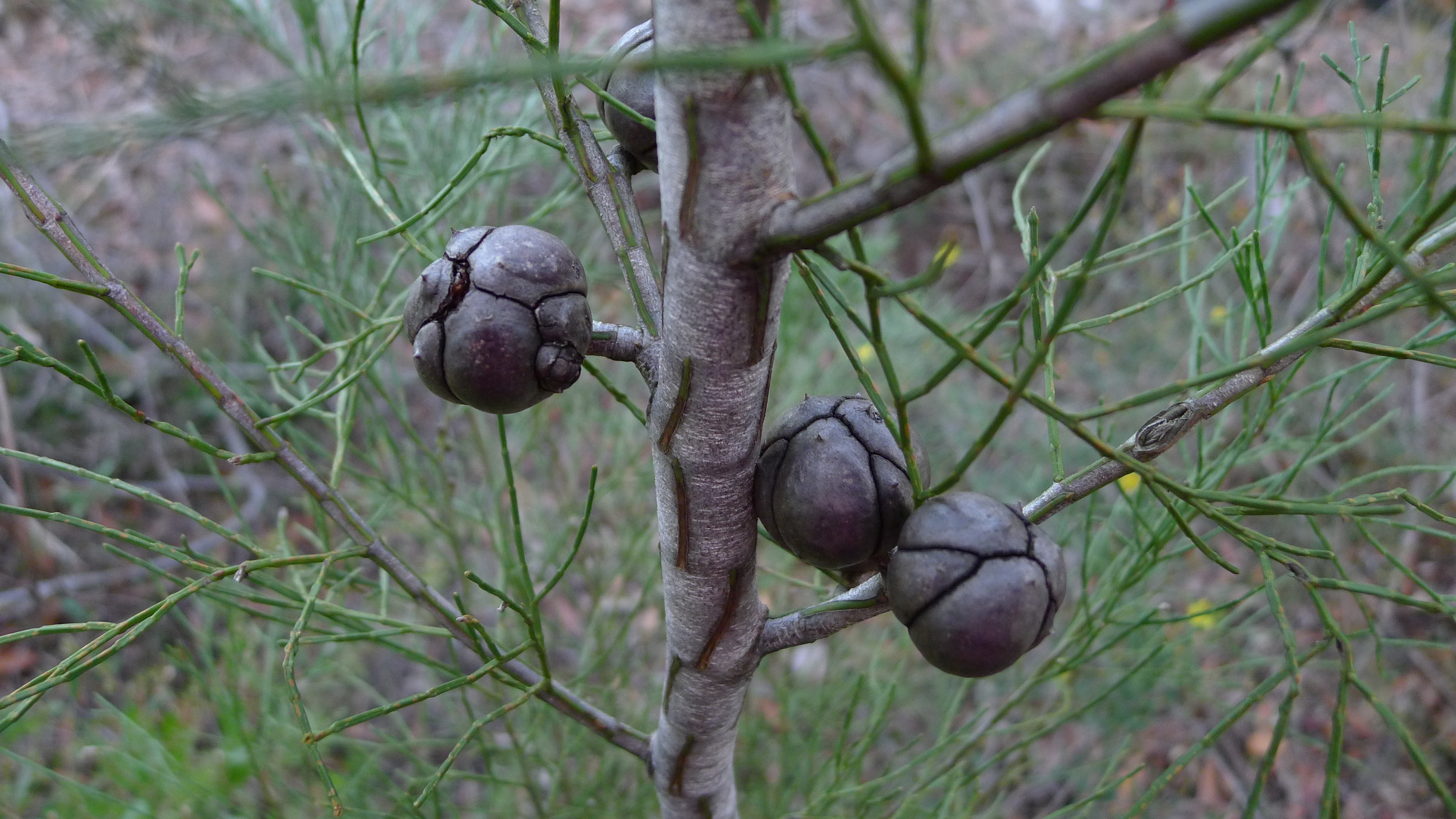
Sektion Callitris: Callitris muelleri, Zapfen

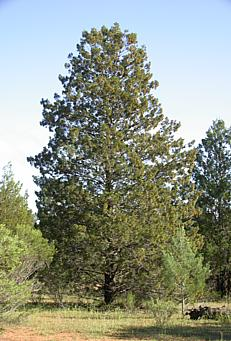
Sektion Callitris: Harzige Schmuckzypresse (Callitris preissii)

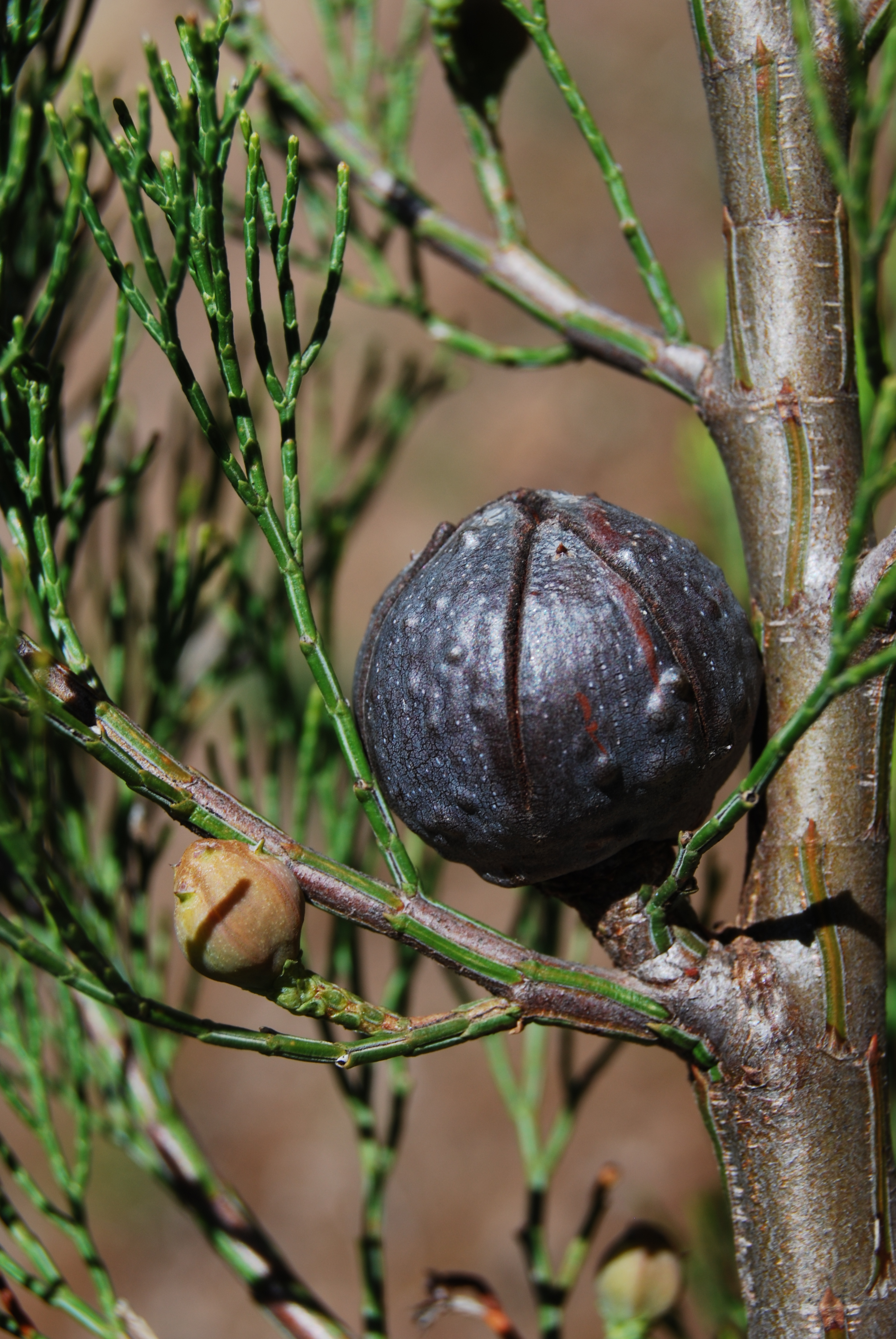
Sektion Callitris: Harzige Schmuckzypresse (Callitris preissii), Zapfen

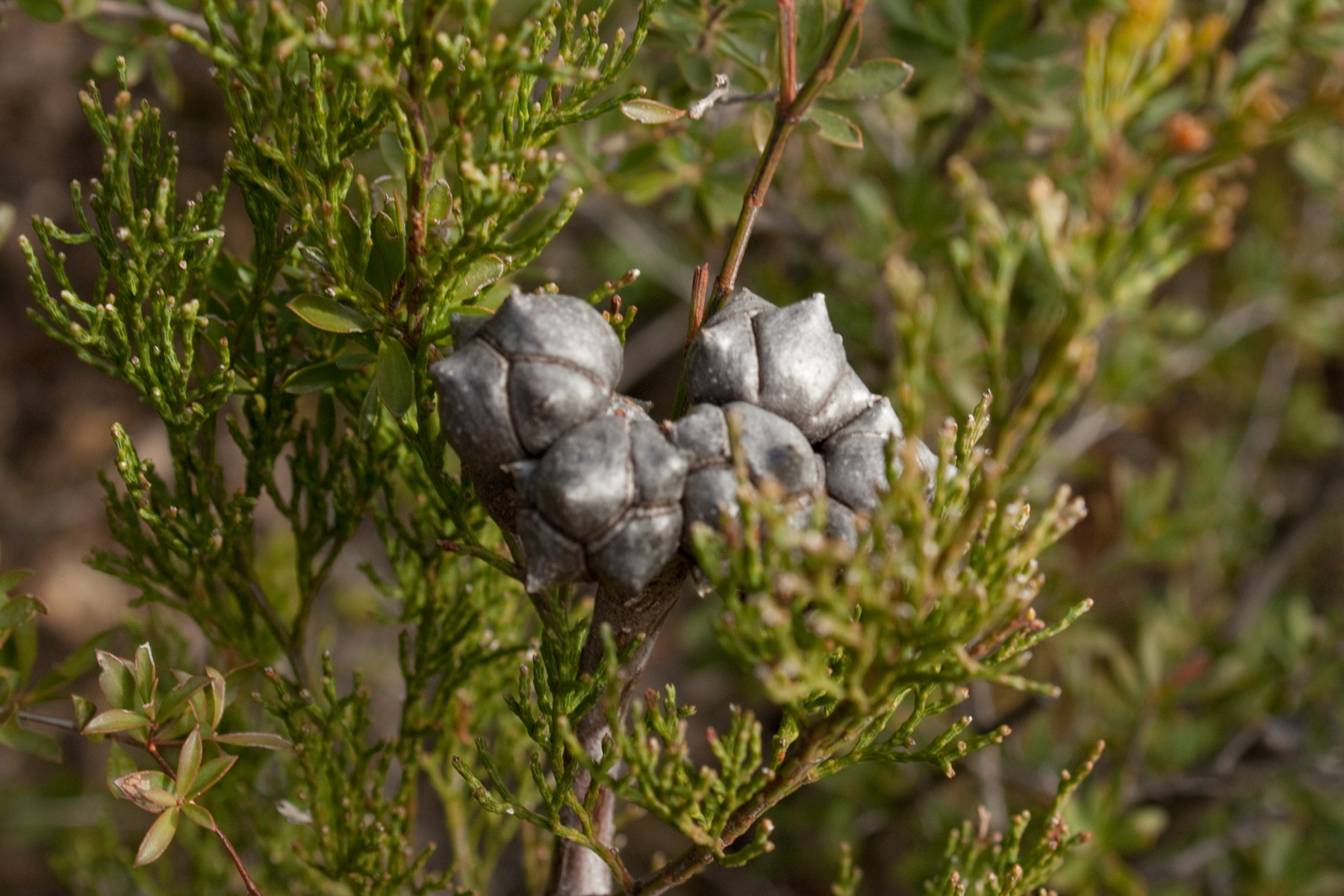
Sektion Callitris: Oyster-Bay-Schmuckzypresse (Callitris rhomboidea) mit Zapfen

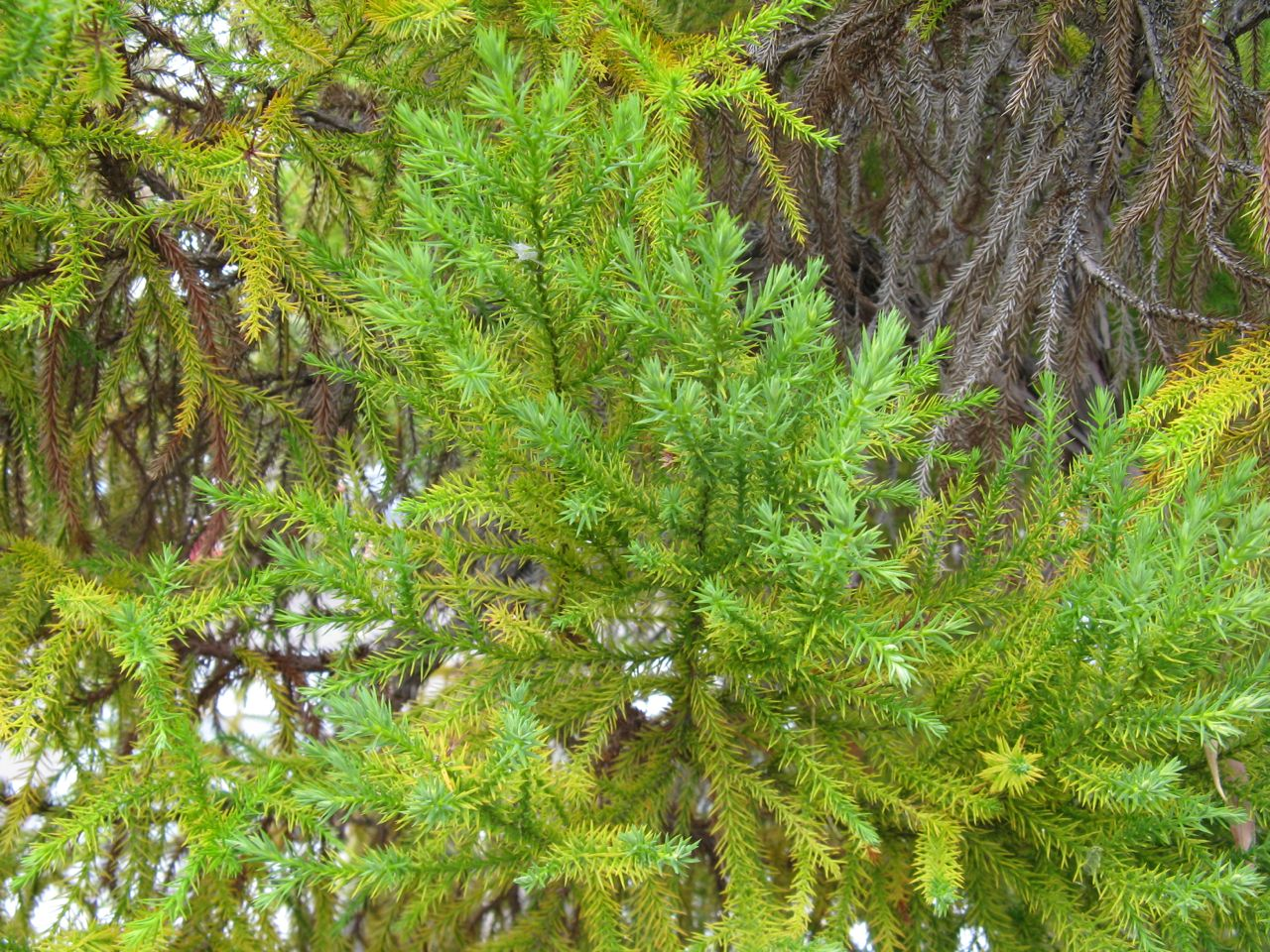
Sektion Octoclinis: Callitris macleayana

## Systematik und Verbreitung
Die Gattung Callitris wurde 1808 durch Étienne Pierre Ventenat aufgestellt. Der botanische Gattungsname Callitris leitet sich von den griechischen Wörtern callos für „schön“ und treis für „drei“ ab; dies nimmt Bezug auf die sehr schönen Bäume, die Nadeln und die Zapfen-Schuppen, die zu dritt in Wirteln zusammengefasst sind. Synonyme für Callitris Vent. sind: Frenela Mirbel, Fresnelia Steudel, Leichardtia Sheph., Pachylepis Brong., Octoclinis F.Muell., Parolinia Endl.
Die Gattung Callitris gehört zur Unterfamilie Callitroideae in der Familie der Zypressengewächse (Cupressaceae).
Von den etwa 16 Callitris-Arten sind etwa 14 in Australien und zwei in Neukaledonien verbreitet. In Florida ist eine Art ein Neophyt.
Die Gattung Callitris ist gegliedert in zwei Sektionen und enthält insgesamt 15 bis 19 Arten:
- Sektion Callitris:
  - Callitris baileyi C.T.White: Sie kommt vom südöstlichen Queensland bis zum nordöstlichen New South Wales vor.[3]
  - Callitris canescens (Parlatore) S.T.Blake: Sie kommt vom südlichen Western Australia bis zum südlichen South Australia vor.[3]
  - Weiße Zypresse oder Weiße Schmuckzypresse[4] (Callitris columellaris F.Muell., Syn.: Callitris glaucophylla J.Thompson & L.A.S.Johnson, Callitris glauca R.Br. ex R.T.Baker & H.G.Smith, Callitris arenosa A.Cunn. ex R.T.Baker & H.G.Smith, Callitris intratropica R.T.Baker & H.G.Smith, Callitris columellaris var. microcarpa (Benth.) Govaerts, Callitris columellaris var. intratropica (R.T.Baker & H.G.Smith) Silba, Callitris columellaris var. campestris Silba): Sie ist in allen australischen Bundesstaaten, außer Tasmanien, verbreitet.[1]
  - Callitris drummondii (Parlatore) F.Muell.: Dieser Endemit kommt nur im südlichen Western Australia vor.[3]
  - Rote Schmuckzypresse[4] (Callitris endlicheri (Parlatore) F.M.Bailey, Syn.: Callitris pyramidalis Sweet nom. nud., Callitris calcarata R.Br. ex F.Muell.): Sie kommt in den australischen Bundesstaaten südöstliches Queensland, New South Wales, nordöstliches Victoria vor.[3]
  - Callitris monticola J.Garden: Sie kommt vom südöstlichen Queensland bis ins nordöstliche New South Wales vor.[3]
  - Callitris muelleri (Parl.) Benth. & Hook. f. ex F.Muell.: Die Heimat ist das östlich-zentrale und das südöstliche New South Wales.[3]
  - Callitris neocaledonica Dümmer: Die Heimat ist das südöstliche Neukaledonien.[3]
  - Callitris oblonga Rich.: Die Heimat ist das östliche New South Wales und das nordöstliche Tasmanien.[3]
  - Harzige Schmuckzypresse[4] (Callitris preissii Miq.): Diese Art liefert Sandarak. Es gibt zwei Unterarten:[1]
    - Callitris preissii Miq. subsp. preissii (Syn.: Callitris robusta R.Br. ex Bailey, Callitris gracilis Baker): Sie kommt in den australischen Bundesstaaten New South Wales, Victoria, South Australia sowie Western Australia vor.[1]
    - Callitris preissii subsp. murrayensis J.Garden (Syn.: Callitris propinqua R.Br. ex R.T.Baker & H.G.Sm.): Sie kommt in den australischen Bundesstaaten New South Wales, Victoria sowie South Australia vor.[1]

  - Oyster-Bay-Schmuckzypresse (Callitris rhomboidea R.Br. ex Rich., Syn.: Callitris cupressiformis F.Mueller, Callitris tasmanica (Benth.) R.T.Baker & H.G.Sm.): Sie kommt in den australischen Bundesstaaten Queensland, New South Wales, Victoria, South Australia und Tasmanien vor.[1]
  - Leisten-Schmuckzypresse[4] (Callitris roei (Endl.) F.Muell.): Sie kommt im südwestlichen Australien vor.[3]
  - Callitris sulcata (Parl.) Schltr.: Sie kommt im südöstlichen Neukaledonien vor.[3]
  - Callitris tuberculata R.Br. ex R.T.Baker & H.G.Sm. (ist bei manchen Autoren ein Synonym von Callitris verrucosaoder Callitris preissii): Sie kommt im australischen Bundesstaat Western Australia vor.[1]
  - Callitris verrucosa (A.Cunn. ex Endl.) R.Br. ex Mirb. (Syn.: Callitris preissii subsp. verrucosa (Cunn. ex Endl.) J.Garden): Sie kommt in den australischen Bundesstaaten New South Wales, Victoria sowie South Australia vor.[1]
- Sektion Octoclinis (F.Muell.) Benth. & Hook. f.
  - Callitris macleayana (F.Muell.) F.Muell.: Sie kommt vom südöstlichen Queensland bis ins nordöstliche und zentral-östliche New South Wales vor.[3]
- Ohne Zuordnung zu einer Sektion:
  - Callitris acuminata (Parl.) F.Muell. (Syn.: Actinostrobus acuminatus Parl.): Sie kommt im südwestlichen Australien vor.[3]
  - Callitris arenaria (C.A.Gardner) J.E.Piggin & J.J.Bruhl (Syn.: Actinostrobus arenarius C.A.Gardner): Sie kommt im südwestlichen Australien vor.[3]
  - Callitris pancheri (Carrière) Byng (Syn.: Neocallitropsis araucarioides (Compton) Florin, Neocallitropsis pancheri (Carrière) de Laub., Eutacta pancheri Carrière): Sie kommt im zentralen und im südöstlichen Neukaledonien vor.[3]
  - Callitris pyramidalis (Miq.) J.E.Piggin & J.J.Bruhl (Syn.: Actinostrobus pyramidalis Miq., Callitris actinostrobus F.Muell.): Sie kommt im südwestlichen Australien vor.[3]

## Nutzung
Callitris-Arten haben ein insektenbeständiges Holz. Wenige Callitris-Arten werden als Zierpflanze in Parks und Gärten verwendet. Verschiedene Callitris-Arten liefern den Australischen Sandarak.